# Août 1963

## Évènements
- 3 août, France : mesures Fouchet de réforme de l’enseignement : création des Collèges d'enseignement secondaire (CES).
- 3 - 10 aout : le 48e congrès mondial d’espéranto a lieu à Sofia. Il rassemble 3472 participants.
- 4 août :
  - fondation de la Banque africaine de développement (BAD), réunissant tous les pays africains indépendants sauf l’Afrique du Sud [1].
  - Formule 1 : Grand Prix automobile d'Allemagne.
- 5 août : traité de Moscou entre l’URSS, les États-Unis et le Royaume-Uni, suivis de 99 puissances, interdisant tous les essais nucléaires dans l’atmosphère, l’espace ou sous la mer à l’exception des essais souterrains.
- 8 août : attaque du train postal Glasgow-Londres.
- 12 août : un Viscount d'Air Inter s'écrase à Tramoyes lors de son approche de Lyon-Bron faisant 16 morts
- 13 - 15 août : journées d’émeutes à Brazzaville (« Trois glorieuses »). Chute du régime de l’abbé Fulbert Youlou au Congo-Brazzaville.
- 28 août : marche vers Washington pour le travail et la liberté, une gigantesque marche pour les droits civiques à Washington (200 000 manifestants) avec le discours de Martin Luther King contre la ségrégation raciale : I have a dream[2].
- 29 août[3] : l’Espagne est admise au GATT.
- 30 août : mise en place d’un « téléphone rouge » entre Moscou et Washington.
- 31 août : mise en place du « téléphone rouge » entre la Maison-Blanche et le Kremlin

## Naissances
- 1er août : 
  - Koichi Wakata, spationaute japonais.
  - Nabil Karoui, homme d'affaires tunisien.
  - Coolio, acteur et chanteur américain († 28 septembre 2022).
- 2 août : Philippe Diallo, dirigeant d'organisation professionnelle français.
- 3 août : James Hetfield, parolier, chanteur et guitariste rythmique américain, du groupe de thrash/heavy metal Metallica.
- 6 août : Kevin Mitnick, cracker américain.
- 9 août : Whitney Houston, chanteuse américaine († 11 février 2012).
- 10 août : Henrik Fisker, Homme d’affaires américain et Directeur général de Fisker inc.
- 14 août : 
  - Emmanuelle Béart, actrice française.
  - Christophe Arleston, scénariste français (séries : Lanfeust, Trolls de Troy…).
- 15 août : Vladimir Petković, footballeur et entraîneur suisse.
- 17 août : Jackie Walorski, personnalité politique américaine († 3 août 2022).
- 19 août : Patrick Pelloux, médecin et militant syndicaliste français.
- 21 août : Mohammed VI, roi du Maroc.
- 22 août : Tori Amos, chanteuse américaine.
- 24 août : Hideo Kojima, créateur et producteur de la série Métal Gear.
- 25 août : Aaron Zigman, compositeur et acteur américain.
- 30 août : Michael Chiklis, acteur américain.

## Décès
- 23 août : Willem van Hasselt, peintre français (° 3 septembre 1882).
- 31 août : Georges Braque, peintre français (° 1882).